# Дрангер, Иоанна Рубин
Иоанна Рубин Дрангер (швед. Joanna Rubin Dranger; род. 1 марта 1970, Стокгольм) — шведская писательница, художница комиксов и иллюстратор.

## Биография
Родилась 1 марта 1970 года в Стокгольме в семье художников. Мать — Лена Дрангер Исфельт (Lena Miriam Dranger Isfält, урождённая Рубин, Rubin; 30 августа 1942 — 18 июля 2011), архитектор. Отец — Ян Дрангер (Jan Dranger; 29 сентября 1941 — 29 января 2016), дизайнер мебели и архитектор интерьера. Дед — Стиг Дрангер (Stig Dranger; 1904—1989), архитектор. Тётя — Мадлен Дрангер (Madeleine Dranger; 1943—2002), художник и дизайнер.
Семья её деда Давида Рубина приехала из Польши, а семья её бабушки Доры Кац (11 марта 1910 — 23 марта 1990) — из Российской империи. Оба были из еврейских семей, большинство членов которых убиты во время Холокоста. Давид Рубин (David Rubin; 5 августа 1901 — 15 мая 1963) приехал в Швецию в 1921 году в возрасте 19 лет. Дора Кац (Dora Katz; 11 марта 1910 — 23 марта 1990) родилась в Гётеборге, у родителей — Арона Каца (1877—1950) и Ребекки, урождённой Файнштейн (1880—1944), которые бежали из Белостока Гродненской губернии из-за еврейского погрома в 1906 году. Арон Кац владел прядильной фабрикой в Белостоке. Во время погрома Арон Кац был сильно избит. В Швеции семья Кац поселилась в городе Хиндос близ Гётеборга.
Иоанна Рубин Дрангер училась в Университетском колледже искусств, ремёсел и дизайна «Констфак» в Стокгольме, где в 1960-х годах её отец Ян Дрангер и Йохан Хульдт (1942—2016) изучали архитектуру интерьера и дизайн мебели. В 1968 году Дрангер и Хульдт основали студию дизайна Innovator и стали чрезвычайно успешными благодаря мебели со съёмной декоративной обивкой.
Иоанна Рубин Дрангер работала художником-иллюстратором, художницей комиксов, дизайнером книжных обложек.
С 2007 по 2017 год была профессором, преподающим иллюстрацию в «Констфак». Стала первой женщиной на этом посту.
Дебютировала в 1990 году с детской книгой Arg! : nittiotalets argaste bok, которую написала вместе с Анной Карин Кульберг (Anna Karin Cullberg).
В 1999 году опубликовала свой первый графический роман Fröken Livrädd & Kärleken, получивший большое внимание как в Швеции, так и за рубежом. За ним последовали графические романы Fröken Märkvärdig & Karriären (2001), Alltid redo att dö för mitt barn (2008).
Писала детские книги, в том числе о девочке Нелль (Nell).
3 сентября 2010 года состоялась премьера короткометражного анимационного фильма Fröken Märkvärdig & Karriären, режиссёром и сценаристом которого выступила Иоанна Рубин Дрангер. Фильм получил ряд призов на международных кинофестивалях, среди которых премия ФИПРЕССИ на 34-м Международном фестивале анимационных фильмов в Анси во Франции, приз за лучший короткометражный фильм на Nordisk Panorama Film Festival в Бергене в Норвегии, приз зрительских симпатий на Uppsala International Short Film Festival в Швеции и приз зрительских симпатий на Cork International Film Festival в Ирландии.
На ежегодной Гетеборгской книжной ярмарке Иоанна Рубин Дрангер получила статуэтку Адамсона (персонажа, придуманного карикатуристом Оскаром Якобссоном), присуждаемую Шведской академией комикса, основанной в декабре 1965 года по инициативе Стуре Хегерфорса.
В 2022 году Иоанна Рубин Дрангер опубликовала графический роман Ihågkom oss till liv об истории своей еврейской семьи и преследованиях евреев в Швеции и остальной Европе. При создании романа Иоанна проводила поиски в Яд ва-Шем, Мемориальном музее Холокоста и шведских архивах. За графический роман Иоанна Рубин Дрангер получила литературную премию Северного совета 2023 года.
Иоанна Рубин Дрангер помогла запустить сайт bildersmakt.se (Kunskapsbanken Bilders Makt) — банк знаний о влиянии образов и инструмент для углубленной визуальной грамотности о расистских стереотипах. Стала членом редакционной коллегии сайта. Удостоена стипендии Prisa! 2023, которая присуждается Svenska Tecknare практикующему художнику старше 40 лет, который своей работой способствовал развитию профессиональной сферы  визуальных художников.

## Личная жизнь
Живёт в Стокгольме.
Замужем. У пары трое детей.